# Ligue nationale de football gaélique
Pour son équivalent en hurling, voir Ligue nationale de hurling.
La Ligue nationale de football gaélique (en anglais National Football League ou NFL), connue aussi pour des raisons de parrainage sous le nom de Allianz National Football League est une compétition de football gaélique disputée entre les comtés d’Irlande, sous les auspices de l’Association athlétique gaélique (GAA). Le prix pour le vainqueur est la New Ireland Cup présentée par la New Ireland Assurance Company. La Ligue est la seconde compétition nationale de football gaélique la plus prestigieuse après le championnat d'Irlande. Le tenant du titre est le Dublin GAA vainqueur de l’équipe de Cork lors de la finale d'avril 2014.

## Histoire
La NFL s’est dispute pour la première fois en 1925-1926, soit 38 ans après le lancement du championnat d’Irlande. Laois GAA en a été le premier vainqueur. La Ligue a traditionnellement joué un rôle secondaire par rapport au All-Ireland, avec la plupart des comtés s’en servant comme d’une compétition de préparation au prestigieux championnat. Ceci est renforcé par le fait que la compétition se joue en hiver, de novembre à mars habituellement, loin des après-midi estivales théâtre du Championnat.
En 2002, la Ligue a changé son calendrier pour une saisonnalité comprise entre février et avril. Cela a accru son intérêt et entrainé une diffusion de la compétition par la télévision gaélique TG4.
Kerry GAA est l’équipe qui a gagné le plus de fois la compétition. Sur les 22 participations à la finale, Kerry l’a emporté à 19 reprises.

## Résultats
Sur fond jaune, les équipes qui ont aussi gagné le championnat d'Irlande de football gaélique la même année. Gagner la NFL n’est pas spécialement bon signe pour la victoire en championnat d’Irlande : seulement 23 % (17/74) des vainqueurs de la Ligue ont aussi emporté le All-Ireland. Mais depuis la refonte de la compétition en 2002, la tendance est en train de s’inverser avec 4 double victoires sur 5 éditions.
| - 1925-26 - Laois 2-1 Dublin 1-0 - 1926-27 - No League - 1927-28 - Kerry 2-4 Kildare 1-6 - 1928-29 - Kerry 1-7 Kildare 2-3 - 1929-30 – Pas de Ligue cette année-là - 1930-31 - Kerry 1-3 Cavan 1-2 - 1931-32 - Kerry 5-2 Cork 3-3 - 1932-33 - Meath 0-10 Cavan 1-6 - 1933-34 - Mayo 2-4 Dublin 1-5 - 1934-35 - Mayo 5-8 Fermanagh 0-2 - 1935-36 - Mayo Champions avec 12 points en 8 matchs - 1936-37 - Mayo 5-4 Meath 1-8 - 1937-38 - Mayo 3-9 Wexford 1-3 - 1938-39 - Mayo 5-9 Meath 0-6 - 1939-40 - Galway 2-5 Meath 1-5 - 1940-41 - Mayo 3-7 Dublin 0-7 - 1941-42 - Pas de Ligue cette année-là - 1942-43 - Pas de Ligue cette année-là - 1943-44 - Pas de Ligue cette année-là - 1944-45 - Pas de Ligue cette année-là - 1945-46 - Meath 2-2 Wexford 0-6 - 1946-47 - Derry 2-9 Clare 2-5 - 1947-48 - Cavan 5-9 Cork 2-8 - 1948-49 - Mayo 1-8 Louth 1-6 - 1949-50 - Cavan 2-8 Meath 1-6 - 1950-51 - Meath 0-6 Mayo 0-3 - 1951-52 - Cork 2-3 Dublin 1-5 - 1952-53 - Dublin 4-6 Cavan 0-9 - 1953-54 - Mayo 2-10 Carlow 0-3 - 1954-55 - Dublin 2-12 Meath 1-3 - 1955-56 - Cork 0-8 Meath 0-7 - 1956-57 - Galway 1-8 Kerry 0-6 - 1957-58 - Dublin 3-13 Kildare 3-8 - 1958-59 - Kerry 2-8 Derry 1-8 - 1959-60 - Down 0-12 Cavan 0-9 - 1960-61 - Kerry 4-16 Derry 1-5 - 1961-62 - Down 2-5 Dublin 1-7 - 1962-63 - Kerry 0-9 Down 1-5 - 1963-64 - Dublin 2-9 Down 0-7 - 1964-65 - Galway 1-7 Kerry 0-8 - 1965-66 - Longford 0-9 Galway 0-8 - 1966-67 - Galway 0-12 Dublin 1-7 - 1967-68 - Down 2-14 Kildare 2-11 - 1968-69 - Kerry 3-11 Offaly 0-8 - 1969-70 - Mayo 4-7 Down 0-10 - 1970-71 - Kerry 0-11 Mayo 0-8 - 1971-72 - Kerry 2-11 Mayo 1-9 - 1972-73 - Kerry 2-12 Offaly 0-14 - 1973-74 - Kerry 0-14 Roscommon 0-8 (replay) - 1974-75 - Meath 0-16 Dublin 1-9 - 1975-76 - Dublin 2-10 Derry 0-15 - 1976-77 - Kerry 1-8 Dublin 1-6 - 1977-78 - Dublin 2-18 Mayo 2-13 - 1978-79 - Roscommon 0-15 Cork 1-3 | - 1979-80 - Cork 0-11 Kerry 0-10 - 1980-81 - Galway 1-11 Roscommon 1-3 - 1981-82 - Kerry 1-9 Cork 0-5 - 1982-83 - Down 1-8 Armagh 0-8 - 1983-84 - Kerry 1-11 Galway 0-11 - 1984-85 - Monaghan 1-11 Armagh 0-9 - 1985-86 - Laois 2-6 Monaghan 2-5 - 1986-87 - Dublin 1-11 Kerry 0-11 - 1987-88 - Meath 2-13 Dublin 0-11 (replay) - 1988-89 - Cork 0-15 Dublin 0-12 - 1989-90 - Meath 2-7 Down 0-11 - 1990-91 - Dublin 1-9 Kildare 0-10 - 1991-92 - Derry 1-10 Tyrone 1-8 - 1992-93 - Dublin 0-10 Donegal 0-6 - 1993-94 - Meath 2-11 Armagh 0-8 - 1994-95 - Derry 0-12 Donegal 0-8 - 1995-96 - Derry 1-16 Donegal 1-9 - 1996-97 - Kerry 3-7 Cork 1-8 - 1997-98 - Offaly 0-9 Derry 0-7 - 1998-99 - Cork 0-12 Dublin 1-7 - 1999-2000 - Derry 1-8 Meath 0-9 - 2000-01 - Mayo 0-13 Galway 0-12 - 2002 - Tyrone 0-15 Cavan 0-7 - 2003 - Tyrone 0-21 Laois 1-8 - 2004 - Kerry 3-11 Galway 1-16 - 2005 - Armagh 1-21 Wexford 1-14 - 2006 - Kerry 2-11 Galway 0-11 - 2007 - Donegal 0-13 Mayo 0-10 - 2008 - Derry 2-13 Kerry 2-9 - 2009 - Kerry 1-15 Derry 0-15 - 2010 - Cork 1-17 Mayo 0-12 - 2011 - Cork 0-21 Dublin 2-14 - 2012 - Cork 2-10 Mayo 0-11 - 2013 - Dublin 0-18 Tyrone 0-17 - 2014 - Dublin 3-19 Derry 1-10 - 2015 - Dublin 1-21 Cork 2-07 - 2022 Kerry 0-20 Galway 0-16 |

## Performance par Comté
| Comté     | Vainqueur | Finaliste | Années des victoires                                                                                                 |
| --------- | --------- | --------- | --- |
| Kerry     | 20        | 4         | 1928, 1929, 1931, 1932, 1959,1961, 1963, 1969, 1971, 1972, 1973, 1974, 1977, 1982, 1984, 1997, 2004, 2006, 2009,2022 |
| Mayo      | 11        | 8         | 1934, 1935, 1936, 1937, 1938, 1939, 1941, 1949, 1954, 1970, 2001                                                     |
| Dublin    | 10        | 12        | 1953, 1955, 1958, 1964, 1976, 1978, 1987, 1991, 1993, 2013                                                           |
| Cork      | 8         | 5         | 1952, 1956, 1980, 1989, 1999, 2010, 2011, 2012                                                                       |
| Meath     | 7         | 9         | 1933, 1946, 1951, 1975, 1988, 1990, 1994                                                                             |
| Derry     | 6         | 5         | 1947, 1992, 1995, 1996, 2000, 2008                                                                                   |
| Down      | 4         | 4         | 1960, 1962, 1968, 1983                                                                                               |
| Galway    | 4         | 6         | 1957, 1965, 1967, 1981                                                                                               |
| Laois     | 2         | 1         | 1926, 1986 |
| Cavan     | 2         | 5         | 1948, 1950 |
| Tyrone    | 2         | 2         | 2002, 2003 |
| Armagh    | 1         | 3         | 2005 |
| Longford  | 1         | 0         | 1966 |
| Monaghan  | 1         | 1         | 1985 |
| Roscommon | 1         | 2         | 1979 |
| Offaly    | 1         | 2         | 1998 |
| Donegal   | 1         | 3         | 2007 |